# Histiocyt
Histiocyt je druh makrofágu, tedy bílé krvinky schopné pohlcovat odpadní nebo cizorodý materiál v těle. Vyskytuje se v pojivové tkáni, má vřetenovitý nebo hvězdovitý tvar a je schopný tvořit panožky. Lysosomy jsou bohaté na fosfatázy a hydrolázy. Histiocyty pohlcují zejména různé cizorodé struktury (např. bakterie) a vystavují je T-lymfocytům na zkontrolování. Dále jsou schopné vylučovat různé kolagenázy a trávit tím mezibuněčnou hmotu.
K termínu histiocyt mají blízko i tzv. Langerhansovy buňky (v kůži).